# Sören Pirson
Sören Pirson (Essen, 1985. augusztus 27. –) német labdarúgó, az FSV Frankfurt kapusa.